# Loden (textile)
Pour les articles homonymes, voir Loden.

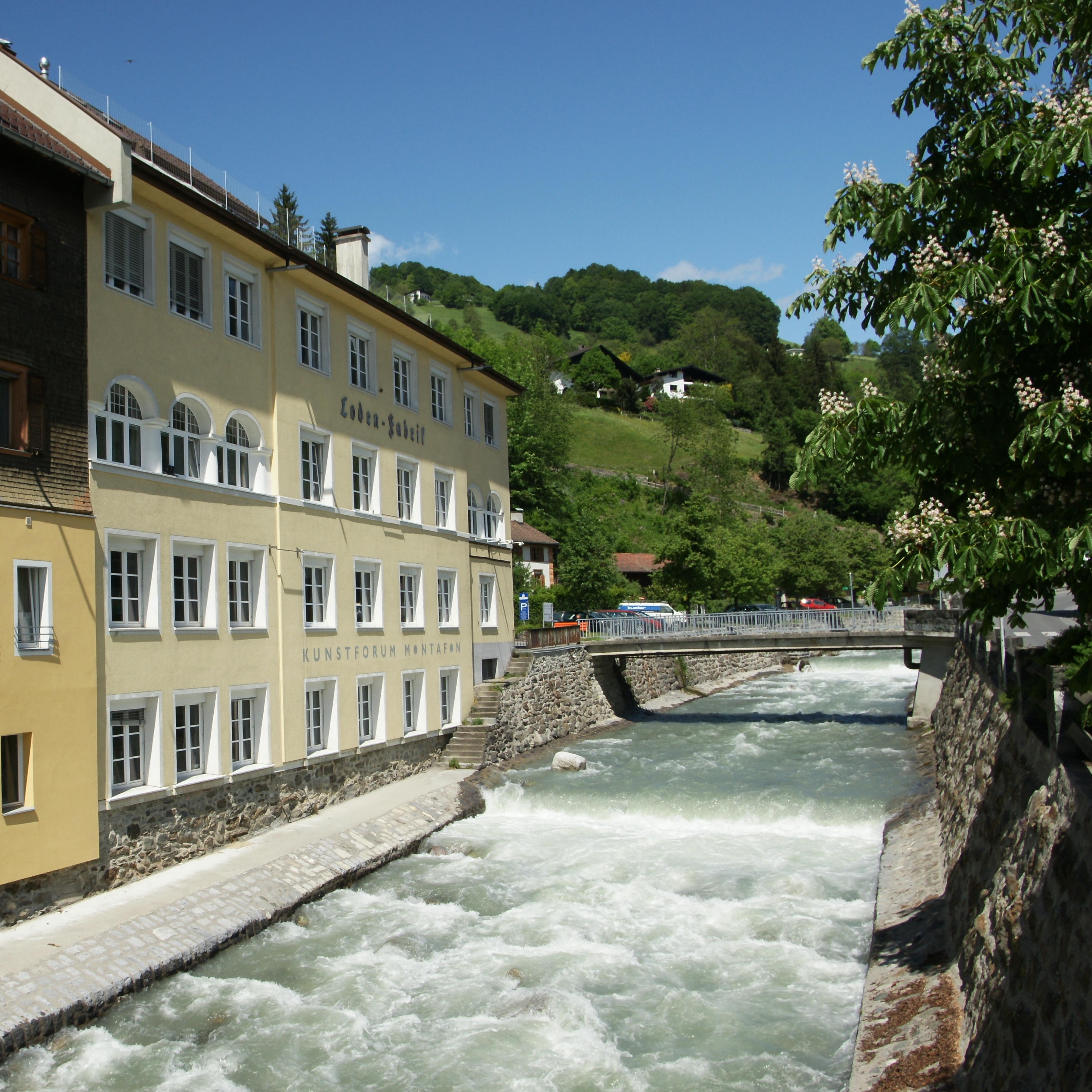
Une fabrique de loden à Schruns.

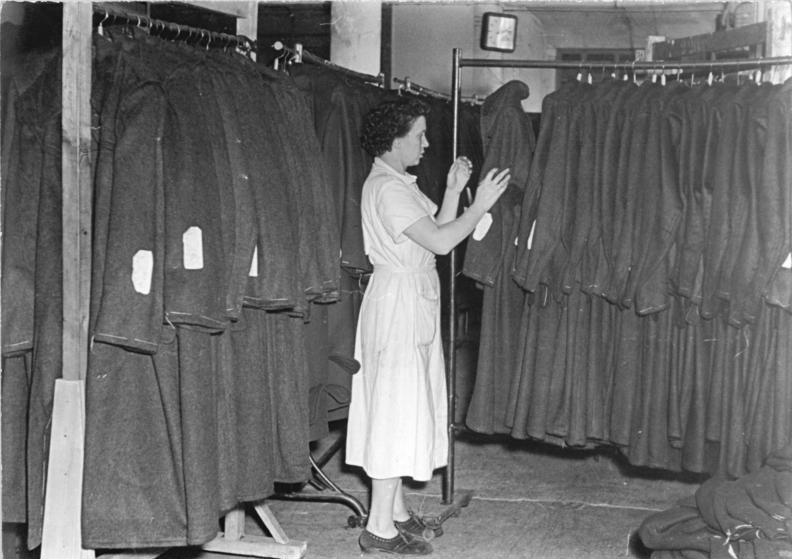
Manteaux Loden.

Le loden est un tissu de laine imperméable typique du Tyrol, du sud de l'Allemagne et de la province de Bolzano. 
Étoffe souple, douce, chaude et résistante, à l'aspect feutré et velu, elle sert principalement à la confection de manteaux ainsi que de capes, jupes et pantalons.

## Historique
C'est un tissu qui appartient à l'histoire des Alpes et aux bergers tyroliens. Depuis le Moyen Âge, l'étoffe de loden est produite par les paysans des Dolomites et du Tyrol : sa couleur est, alors, grisâtre comme la laine brute de leurs moutons.
Le loden devient un tissu à mode quand la filature Mössmer (originaire de Campo Tures et fondée en 1892) confectionne un manteau en loden de couleur blanche pour l'empereur François-Joseph : ainsi de toile rustique pour paysans, avec l'ajout de laine mérinos, elle devient une étoffe élégante pour habits de chasse et d'équitation prisée de la noblesse austro-hongroise.
De gris originaire, sa couleur devient blanche, rouge, noire, bleu marine, beige et enfin vert sombre, la plus commune actuellement.
En 2010, la filature Mössmer crée le premier loden ignifugé, une gamme particulièrement destinée aux tissus d'ameublement telles les tentures.

## Fabrication

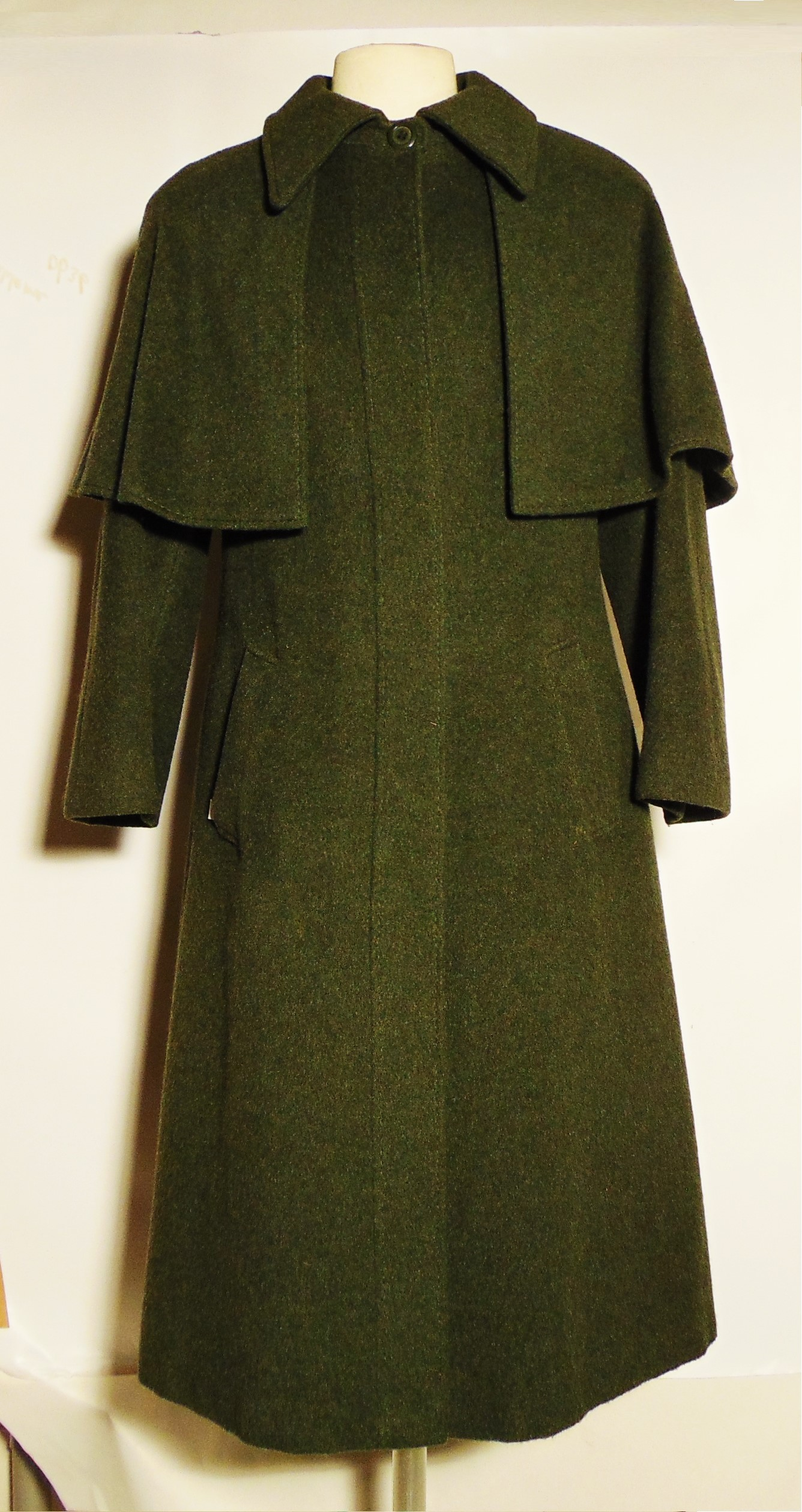
Manteau de loden pour femme.

## Musée du loden
Dans le val Pusteria, à Vandoies, se trouve un musée qui permet de connaître toute  l'histoire du loden et les différentes étapes de fabrication artisanale d'un vêtement : de la tonte des moutons à la coupe du tissu.